# Vittoria Roma
Vittoria Roma – włoski klub piłkarski, mający swoją siedzibę w stolicy kraju - Rzymie.

## Historia
Chronologia nazw:
- 1908: Società Sportiva Vittoria
- 1922: klub rozwiązano - po fuzji z Tiberis Roma

Stowarzyszenie sportowe Vittoria zostało założone w Rzymie w 1908 roku. Był to klub sportowy. Sekcja piłki nożnej powstała dopiero w 1919 roku, po przerwie związanej z I wojną światową. W sezonie 1919/20 startował w Promozione, gdzie był pierwszym w grupie Lazio. W następnym sezonie 1920/21 debiutował w Prima Categoria, w której zajął 7.miejsce w grupie laziale. W 1921 powstał drugi związek piłkarski C.C.I., w związku z czym mistrzostwa prowadzone osobno dla dwóch federacji. W sezonie 1921/22 startował w Prima Divisione Lega Sud (pod patronatem C.C.I.), ale po 5 kolejkach został zdyskwalifikowany z mistrzostw przez nieprawidłowości w zapisach i zdegradowany do drugiej ligi. W 1922 po fuzji z Tiberis Roma, klub zaprzestał działalność. Nowy klub o nazwie Unione Sportiva Tiberis e Vittoria (U.S.T.E V.) również wkrótce został rozwiązany.

## Sukcesy

### Trofea międzynarodowe
Nie uczestniczył w rozgrywkach europejskich (stan na 31-12-2016).

### Trofea krajowe
| \| \| Zdobyte trofea w rozgrywkach Włoch (stan na: 31-05-2017) \| |                                                          |      |                         |
| Rozgrywki                                                         | Osiągnięcie                                              | Razy | Sezon(y)                |
| · Mistrzostwo                                                     | I miejsce                                                | 0    |                         |
| · Mistrzostwo                                                     | II miejsce                                               | 0    |                         |
| · Mistrzostwo                                                     | III miejsce                                              | 0    |                         |
| · Mistrzostwo                                                     | 7.miejsce                                                | 1    | 1920/21 (grupa laziale) |
| · Puchar                                                          | zdobywca                                                 | 0    |                         |
| · Puchar                                                          | finalista                                                | 0    |                         |
| II liga                                                           | I miejsce                                                | 1    | 1919/20 (grupa Lazio)   |
| II liga                                                           | II miejsce                                               | 0    |                         |
| II liga                                                           | III miejsce                                              | 0    |                         |
| Włochy                                                            | Zdobyte trofea w rozgrywkach Włoch (stan na: 31-05-2017) |      |                         |

## Stadion
Klub rozgrywał swoje mecze domowe na boisku sportowym w Rzymie.